# Eleccions al Consell General d'Aran de 2019
Les eleccions al Consell General d'Aran de 2019 (en aranès: Eleccions ath Conselh Generau d'Aran de 2019) se celebraren el 26 de maig del 2019, coincidint amb les eleccions municipals. Van servir per a elegir els 13 membres del Consell General. Convergència Aranesa perdé la majoria absoluta, que passà a mans d'Unitat d'Aran, i Paco Boya fou elegit síndic altra vegada, càrrec que ja havia ocupat entre el 2007 i el 2011. A més, el Partit Renovador d'Arties e Garòs perdé el conseller que tenia des del 1999.

## Sistema electoral
Les eleccions es realitzen mitjançant sufragi universal de llistes tancades, segons la fórmula electoral de la regla D'Hondt i amb un llindar del 3% dels vots vàlids per circumscripció. Hi ha sis circumscripcions, corresponents als sis terçons d'Aran: Marcatosa i Lairissa elegeixen un conseller; Pujòlo i Arties e Garòs, dos; Quate Lòcs, tres, i Castièro, quatre.

## Candidatures
A continuació es llisten les candidatures que es van presentar a les eleccions:
| Candidatura | Candidatura                                                                           | Candidat a síndic | Lema                                                                        |
| ----------- | ------------------------------------------------------------------------------------- | ----------------- | --------------------------------------------------------------------------- |
|             | Convergència Democràtica Aranesa–Partit Nacionalista Aranès (CDA–PNA)                 | Carlos Barrera    | "Eth trabalh d'aué ei futur tà deman" (El treball d'avui és futur per demà) |
|             | Unitat d'Aran-Partit dels Socialistes de Catalunya-Candidatura de Progrés (UA–PSC–CP) | Francés Boya      | "Aran ès tu" (Aran ets tu)                                                  |
|             | Partit Renovador d'Arties e Garòs (PRAG)                                              | Rafael Hinojosa   |                                                                             |
|             | Aran Amassa                                                                           | Mireia Boya       | "Hèm era alternatiua" (Fem l'alternativa)                                   |
|             | Unides Podem (Unidas Podemos)                                                         | Paula González    | "La historia la escribes tú" (Tu escrius la història)                       |
|             | Ciutadans–Partit de la Ciutadania (Cs)                                                | Joan Estevez      |                                                                             |

## Resultats
| Eleccions al Consell General d'Aran, 26 de maig de 2019 |                                                                       |                     |                 |          |            |                 |  |
|                                                         |                                                                       |                     |                 |          |            |                 |  |
| Llista electoral                                        | Llista electoral                                                      | Cap de llista       | Vots            | Vots     | Consellers | Consellers      |  |
| Llista electoral                                        | Llista electoral                                                      | Cap de llista       | Vots (sufragis) | Vots (%) | Consellers | Dif. consellers |  |
|                                                         | Unitat d'Aran-PSC–Candidatura de Progrés (UA–PSC–CP)                  | Francés Boya        | 2.527           | 49,72    | 9          | ▲ 4             |  |
|                                                         | Convergència Democràtica Aranesa–Partit Nacionalista Aranès (CDA–PNA) | Carlos Barrera      | 1.523           | 29,97    | 4          | 3               |  |
|                                                         | Aran Amassa                                                           | Mireia Boya         | 552             | 10,86    | 0          | Nou             |  |
|                                                         | Unides Podem                                                          | Paula González      | 164             | 3,23     | 0          | Nou             |  |
|                                                         | Ciutadans–Partit de la Ciutadania (Cs)                                | Joan Estevez        | 116             | 2,28     | 0          | Nou             |  |
|                                                         | Partit Renovador d'Arties e Garòs (PRAG)                              | Rafael Hinojosa     | 97              | 1,91     | 0          | 1               |  |
| Cens electoral                                          | Cens electoral                                                        | Cens electoral      | 7.114           | 100%     |            |                 |  |
| Participació                                            | Participació                                                          | Participació        | 5.150           | 72,39%   |            |                 |  |
| Vots vàlids                                             | Vots vàlids                                                           | Vots vàlids         | 5.082           | 98,68%   |            |                 |  |
| Vots a candidatures                                     | Vots a candidatures                                                   | Vots a candidatures | 4.979           | 97,97%   |            |                 |  |
| Vots en blanc                                           | Vots en blanc                                                         | Vots en blanc       | 103             | 2,03%    |            |                 |  |
| Vots nuls                                               | Vots nuls                                                             | Vots nuls           | 68              | 1,32%    |            |                 |  |
| Abstenció                                               | Abstenció                                                             | Abstenció           | 1.964           | 27,61%   |            |                 |  |

### Resultats per terçó
| Terçó            |   |   |   |   |   | PRAG | Total consellers |
| ---------------- | - | - | - | - | - | ---- | ---------------- |
| Arties e Garòs   | 1 | 1 | 0 |   |   | 0    | 2                |
| Castièro         | 3 | 1 | 0 | 0 | 0 |      | 4                |
| Lairissa         | 1 | 0 |   | 0 |   |      | 1                |
| Marcatosa        | 1 | 0 | 0 | 0 |   |      | 1                |
| Pujòlo           | 1 | 1 | 0 | 0 |   |      | 2                |
| Quate Lòcs       | 2 | 1 | 0 | 0 |   |      | 3                |
| Total consellers | 9 | 4 | 0 | 0 | 0 | 0    | 13               |

| Terçó                 |       |       |       |      |      | PRAG  |
| --------------------- | ----- | ----- | ----- | ---- | ---- | ----- |
| Arties e Garòs        | 28,87 | 36,60 | 8,25  |      |      | 25,00 |
| Castièro              | 53,55 | 24,22 | 10,60 | 4,49 | 5,49 |       |
| Lairissa              | 49,54 | 44,62 |       | 3,69 |      |       |
| Marcatosa             | 41,85 | 37,47 | 12,17 | 5,84 |      |       |
| Pujòlo                | 40,82 | 38,62 | 17,11 | 2,67 |      |       |
| Quate Lòcs            | 57,17 | 26,84 | 11,35 | 1,33 |      |       |
| Total percentatge vot | 49,72 | 29,97 | 10,86 | 3,23 | 2,28 | 1,91  |